# اكمة العسق (حزم العدين)
اكمة العسق

تعديل مصدري - تعديل

اكمة العسق محلة تابعة لقرية رجامة، التابعة لعزلة جبل حريم بمديرية حزم العدين إحدى مديريات محافظة إب في الجمهورية اليمنية، بلغ تعداد سكانها 81 حسب تعداد اليمن لعام 2004.